# Urbie Green
Pour les articles homonymes, voir Green.
Urbie Green, de son vrai nom Urban Clifford Green, né le 8 août 1926 à Mobile dans l'Alabama et mort le 31 décembre 2018 à Hellertown en Pennsylvanie, est un tromboniste américain de jazz.

## Biographie
Né à Mobile, en Alabama, Green apprend le piano dès son enfance auprès de sa mère qui lui enseigne des morceaux de jazz et des airs populaires. Vers douze ans, il commence à jouer du trombone, comme ses deux frères aînés.
Bien qu'il ait écouté les grands du trombone tels que Tommy Dorsey, Jay C. Higginbotham, Jack Jenney, Jack Teagarden et Trummy Young, il affirme avoir été davantage influencé par le trompettiste Dizzy Gillespie et les saxophonistes Charlie Parker et Lester Young. Son style a également été influencé par des chanteurs tels que Perry Como et Louis Armstrong.
Urbie perd son père à l'âge de 15 ans et se lance dans une carrière professionnelle. Il joue d'abord dans le groupe de Tommy Reynolds en Californie avant de rejoindre Bob Strong, Jan Savitt et Frankie Carle. Il a également joué avec The Auburn Knights Orchestra, un big band universitaire basé à Auburn, en Alabama, alors qu'il fréquentait l'école secondaire.

## Discographie

### Albums
- 1955 : Urbie, Bethlehem BCP 14, série East Coast Jazz 6; réédition CD EMI, 2001
- 1955 : Blues And Other Shades Of Green, ABC-Paramount ABC-101
- 1957 : Let's Face the Music and Dance, LP, réédition 1 CD RCA, 2004
- 1959 : His Trombone And Rhythm, RCA LPM-1969
- 1983 : The Fox, CTI Records CTI 7070
- 1995 : Sea Jam Blues, 1 CD Chiaroscuro
- 1997 : Just Friends, 1 CD EJ
- 2006 : Indigo Moods, 1 CD Jazz Hour

### Comme sideman
- 1956 : Hal Schaefer : Hal Schaefer, The RCA Victor Jazz Workshop, RCA Victor Records LPM-1199
- 1960 : Woody Herman : Woody Herman's Big New Herd at Monterey Jazz, Atlantic SD 1328
- 1962 : Oliver Nelson : Afro/American Sketches, Prestige PR 7225

### Compilations
- 2007 : All About Urbie Green His Quintet And Big Band, 1 CD Fresh Sound (paru le 22 février 2007)
- 2007 : Urbie Green Big Band & Sextet - The Complete Persuasive Trombone, 2 CD Command Records (paru le 26 octobre 2007)

### Contributions
- 1958 : Direction d'orchestre pour l'album From My Heart d'Anthony Perkins, réédition 1 CD RCA/BMG, 1996